# 五徳猫

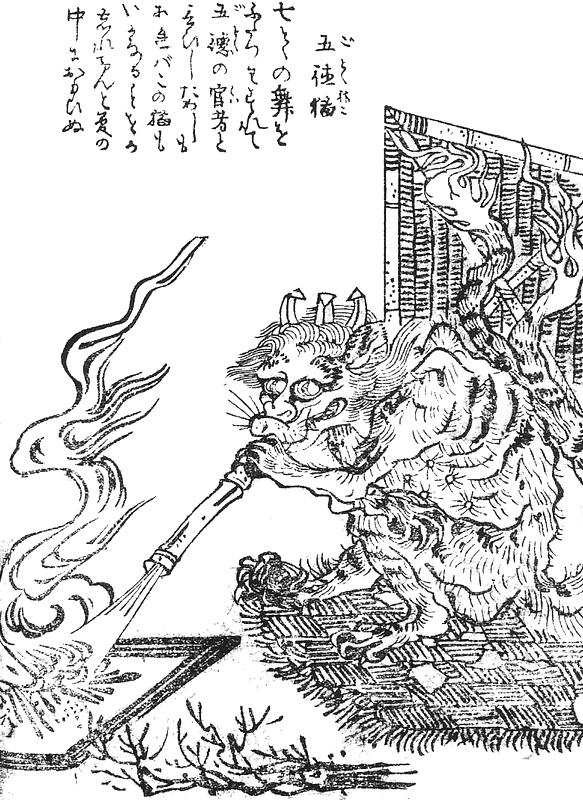
鳥山石燕『百器徒然袋』より「五徳猫」

五徳猫（ごとくねこ）は、鳥山石燕の『百器徒然袋』にある日本の妖怪。

## 概要
2本の尻尾を持つ猫が、五徳（囲炉裏で鍋・やかんなどを乗せる台足）を冠のように頭に頂き、火吹き竹を持って囲炉裏で火を起こしている姿で描かれている。石燕による解説には、「七とくの舞をふたつわすれて五徳の官者と言ひしためしもあればこの猫もいかなることをか忘れけんと夢の中におもひぬ」とあり、信濃前司行長（しなののぜんじ ゆきなが）が引き合いに出されている。『徒然草』（第226段）には、行長は本来は学識ある人物だったが、舞曲「七徳の舞」の内の二つの徳を忘れたことから「五徳の冠者」と渾名されたという話が記されている。これは器物の五徳と、五徳の冠者との語呂あわせを石燕がして解説したものであると見られている。
室町時代の『百鬼夜行絵巻』にも同様に五徳を頭に乗せた姿の妖怪が描かれており、五徳猫はこの妖怪の姿をモデルにして石燕が創作して描いたものであると考えられている。

## 昭和・平成以降の解説
昭和・平成以降の妖怪に関する書籍では、囲炉裏のそばで自分で火を起こす妖怪という解説も見られるが、これは石燕の描いた図から後年想像されたことに過ぎないと考えられている。